# 4e brigade française libre
Pour les articles homonymes, voir 4e brigade.
La 4e brigade française libre (4e BFL) est une unité des forces françaises libres. Formée à l'origine de soldats venus de Djibouti (Côte française des Somalis), elle fait partie de la 1re division française libre.

## Chefs de la4eBFL
- février 1943 - mars 1945 : colonel de Tounadre[1]
- mars - mai 1945 : lieutenant-colonel Raymond Delange[2]

## Historique
La brigade est créée en Égypte le 18 février 1943.
Elle rejoint en Libye la 1re division française libre (officiellement la 1re division de marche d'infanterie) en août 1943, formée de trois brigades de trois bataillons, suivant l'organisation britannique (en). La 4e brigade combat avec son unité mère jusqu'à sa dissolution en 1945.
Elle devient 1er régiment d'infanterie coloniale le 15 mai 1945,.

## Unités constitutives
La brigade est formée à l'origine avec de trois bataillons de marche issus à partir des bataillons de tirailleurs sénégalais de la Côte française des Somalis : bataillon de marche n° 21 (ex-BTS no 1), bataillon de marche n° 22 (ex-BTS no 2), Bataillon de marche no 24 (ex-BTS no 4).
En septembre 1943, le BM 22 est dissous et remplacé par le bataillon d'infanterie de marine et du Pacifique.
La brigade compte aussi la compagnie de canons d'infanterie (CCI) no 4 et la compagnie antichar (CAC) no 4, formée le 1er mai 1943. La brigade possède à l'origine également une compagnie de quartier général, la QG 54.
Le BM 24 disparait au combat en janvier 1945 lors de l'Opération Sonnenwende et est remplacé par le bataillon de marche n° 11.

## Insigne
L'insigne, dessiné en 1943, représente une tête de tirailleurs coiffée de la chéchia, dans l'ancre des troupes coloniales. La ressemblance de cet insigne avec celui du bataillon de marche n° 1 est peut-être due à l'incorporation de tirailleurs de ce bataillon au sein du BM 24 à l'été 1943.